# Emilio García Gómez
Emilio García Gómez (Madrid, 4 de junio de 1905-ibidem, 31 de mayo de 1995), I conde de los Alixares, fue un filólogo, arabista y traductor español. Miembro de la Real Academia Española y de la Real Academia de la Historia, de la que llegó a ser director. Fue Premio Príncipe de Asturias de Comunicación y Humanidades en 1992.

## Biografía
Estudió en el Colegio Francés de Madrid durante tres años, lo que le aseguró el dominio de la lengua francesa, y luego en las Escuelas Pías de San Antón.
Estudió Filosofía y Letras. En 1925 le fue concedido el Premio Rivadeneyra y un año más tarde, 1926, obtuvo el doctorado. Con 21 años fue profesor auxiliar de cátedra y en 1927 obtuvo una beca de la Junta para Ampliación de Estudios para estudiar unos manuscritos arábigo-españoles en Egipto, Siria e Irak. Esa fue su primera salida a Oriente Medio; allí tuvo como maestro a Taha Hussein, y entró en contacto con el gran mecenas y bibliófilo aristócrata egipcio Ahmad Zaki Pasha, quien le facilita un importantísimo manuscrito de poesía: una célebre antología de Ibn Sa‘id al-Magribí, el Libro de las banderas de los campeones, que constituyó la base de su conocimiento de la poesía andalusí y de su primer gran éxito editorial, los Poemas arabigoandaluces (1930), decisivos por su influencia en la Generación del 27 y, más concretamente, en Federico García Lorca, que en ellos halló la inspiración para su Diván del Tamarit. Por entonces frecuentó, pese a su juventud, tertulias madrileñas de gran relevancia como la que reunía a los intelectuales del círculo de José Ortega y Gasset, de quien fue amigo y en cuya Revista de Occidente colaboró asiduamente. 
En 1930 la Real Academia Española le concedió el Premio Fastenrath y ese mismo año consiguió por oposición la cátedra de Lengua arábiga de la Universidad de Granada, cargo que desempeñó hasta finales de 1935, cuando se trasladó a la entonces llamada Universidad Central de Madrid. El 4 de junio de 1975, fue recibido como Doctor honoris causa de la Universidad granadina, coincidiendo con su jubilación académica. En Granada fue el primer director de la recién creada Escuela de Estudios Árabes en 1932 mientras su maestro Miguel Asín Palacios lo fue de la de Madrid, creada simultáneamente. Ambas Escuelas editaron la revista Al-Andalus. 
Falleció en Madrid cuando le faltaban unos días para cumplir 90 años.

## Obras y publicaciones
En 1948, en colaboración con Samuel Miklos Stern, García Gómez publicó un trabajo con el que descubre la existencia de las jarchas: 20 jarchas, o jaryas, encontradas en manuscritos semidestruidos en la guenizá de la Sinagoga de Fostat, en El Cairo, lo que dio argumentos suficientes para apoyar la tesis del origen árabigo-andaluz de la lírica románica, desbancando otras teorías anteriores que situaban su origen en la lírica provenzal.
Poseedor de un exquisito estilo ensayístico, entre otros muchos estudios destacan Poesía arábigo-andaluza, breve síntesis histórica (1952) y Las jarchas romances de la serie árabe en su marco (1975). Aunque el formidable tratado del cordobés Ibn Hazm, El collar de la paloma, sobre el amor y los amantes, había sido traducido con anterioridad por autores europeos, hizo una inmejorable traducción del mismo prologada por Ortega y Gasset. En otras obras abordó la Literatura comparada, la métrica árabe, las jarchas, la paremiología, los zéjeles de Ben Quzmán –“la voz en la calle”–, los tratados sobre Ordenanzas del zoco o la alambicada y sutil poesía epigrafiada de la Alhambra a la que consagró los últimos años de su existencia. Sus dos postreras publicaciones las dedicó al alcázar de los nazaríes, la Alhambra: Poemas árabes en los muros y fuentes de la Alhambra y Foco de antigua luz sobre la Alhambra, dos libros capitales sobre el conjunto monumental que mejor y más completo nos ha llegado del Medioevo islámico.

## Trayectoria diplomática y política
De 1958 a 1969 fue embajador de España en Bagdad, Beirut y Ankara. Además fue ministro sin residencia en Afganistán durante todo ese periodo. Tradujo a los grandes clásicos de la literatura árabe, y entre estas traducciones la autobiografía de su maestro egipcio Taha Hussein, titulada Los días, y la del dramaturgo egipcio contemporáneo Tawfiq al-Hakim, Diario de un fiscal rural. El rey Juan Carlos I de España le concedió, con carácter vitalicio y no hereditario, el título de conde de los Alixares el 7 de octubre de 1994 con armas de merced nueva.

Escudo del conde de los Alixares.

## Premios y reconocimientos
García Gómez recibió el II Premio Internacional Menéndez Pelayo (1988), el Premio Nacional de Historia de España (1990), el Premio Príncipe de Asturias de Comunicación y Humanidades en 1992 y fue académico y director de la Real Academia de la Historia desde 1989 hasta 1995. Académico también de la Real Academia Española, Premio Juan Palomo, Premio Mariano de Cavia, Hijo Predilecto de Andalucía (1988), hijo adoptivo de Córdoba (1990), Medalla de Oro de la Ciudad de Granada, tuvo varios doctorados honoris causa por distintas universidades y altas condecoraciones nacionales y extranjeras.
- 1925: Premio Rivadeneyra.
- 1930: Premio Fastenrath.
- 1992: Premio Príncipe de Asturias de Comunicación y Humanidades.